# Банк, Карл
Карл Людвиг Альберт Банк (нем. Carl Ludwig Albert Banck; 1809—1889) — немецкий композитор и музыкальный критик.
Сын магдебургского органиста Иоганна Карла Банка (1771—1842). Учился в Берлине у Бернхарда Клейна и Карла Фридриха Цельтера, затем в Дессау у Фридриха Шнейдера и снова в Берлине у Людвига Бергера и Отто Николаи. В 1830—1832 гг. предпринял продолжительную поездку по Италии, музыкальный и культурный мир которой оказал на него большое влияние; первым значительным сочинением Банка стал вокальный цикл «Песни из Италии и Германии» (нем. Liederkreis aus Italien und Deutschland).
В середине 1830-х гг. жил и работал в Лейпциге, где сдружился с Робертом Шуманом, опубликовал ряд материалов в руководимой Шуманом «Новой музыкальной газете». Затем некоторое время работал (преимущественно как вокальный педагог) в Йене, Рудольштадте, с 1840 г. в Дрездене, где у него учился композиции Генри Хью Пирсон. В 1845—1846 гг. вторично путешествовал по Италии в сопровождении младшего брата Отто Банка. Вернувшись в Дрезден, публиковался как музыкальный критик в лейпцигской газете «Сигналы для музыкального мира» и в городской периодике. В 1861 г., женившись вторым браком на американке, на некоторое время уехал в США, а после возвращения уже не покидал Дрездена. Песенное творчество Банка в 1860—1870-е гг. считалось одним из наиболее значительных в Германии.